# Langendamm (Varel)
Langendamm ist ein Stadtteil von Varel im Landkreis Friesland in Niedersachsen.

## Lage
Der Ort liegt westlich des Kernstadtgebiets, rund einen Kilometer vom Vareler Ortskern entfernt. Im Süden befindet sich die B 437 mit dem Gewerbegebiet Langendamm, im Westen befindet sich die A 29 und im Norden der Vareler Stadtteil Dangastermoor. Der Ufersaum des Jadebusens ist lediglich drei Kilometer entfernt.

## Geschichte
Langendamm war bis zum 30. Juni 1972 Sitz der Verwaltung der Gemeinde Varel-Land.